# Parres (Llanes)
Parres es una parroquia del concejo asturiano de Llanes en el Principado de Asturias, y un lugar de dicha parroquia. 

## Localización y población
La parroquia se encuentra situada en la zona central del concejo, y limita al este y noreste con la parroquia de Llanes; al noroeste con la de Poo; al oeste con la de Porrúa; y al sur con la parroquia de Arenas, ya en el concejo de Cabrales. Tiene una extensión de 19,74 km² que se localizan en la cara norte de la sierra del Cuera, y una población de 397 habitantes, según el INE de 2016 que se reparten entre los lugares de Parres y La Pereda.

## Poblaciones
La parroquia cuenta con dos núcleos de población:
- Parres, con 180 viviendas y 348 habitantes a 40 m s.n.m.
- La Pereda, con 86 viviendas y 49 habitantes a 98 m s.n.m.

Otros lugares recogidos en la toponimia de la parroquia son: Bolao, Cuetupuñu, Mazacaravia, Las Mimosas, La Polla, Praurríu,     Requexu, Rumoru, Santa Marina y Vallanu.

## Turismo
Muchos de los edificios de la parroquia, especialmente en la Pereda, se dedican al alojamiento de los numerosos turistas que atrae el concejo de Llanes por lo que son numerosos los hoteles y los alojamientos rurales. 
La parroquia también cuenta con algunos atractivos propios, como el Molín de la Teyera, con más de 400 años de antigüedad o la cueva de El Covarón, un yacimiento paleolítico con pinturas rupestres a mitad de camino entre los lugares de Parres y La Pereda.

## Fiestas
- 17 de enero - San Antón en Parres

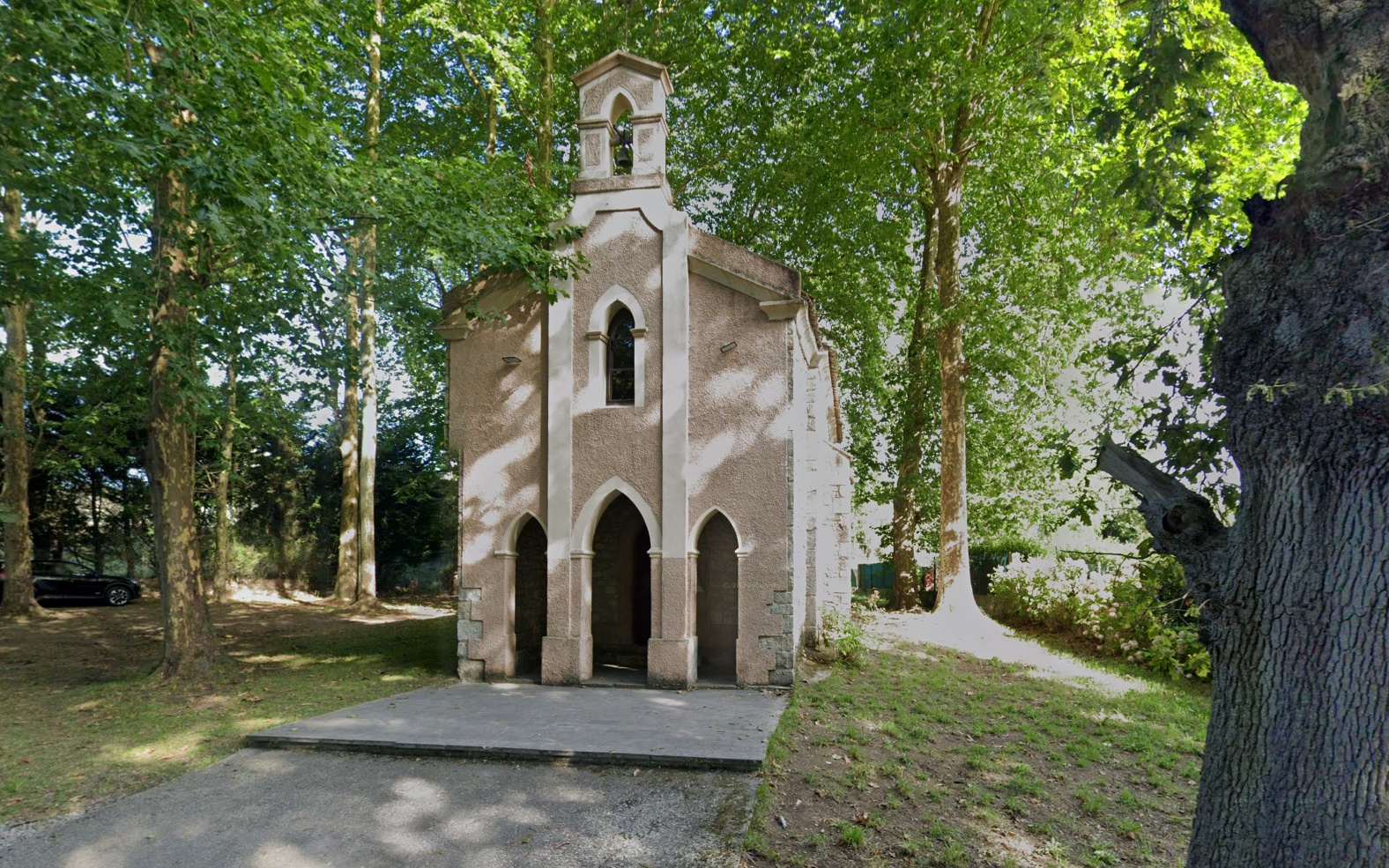
Capilla de Santa Marina

- 17 y 18 de julio - Santa Marina en Parres
- 22 de julio - La Magdalena en Parres
- 2 de agosto - Nuestra Señora de Guadalupe en La Pereda

## Demografía
Según los últimos datos recogidos del año 2022, Parres cuenta con una población de 371 habitantes (195 hombres y 176 mujeres). La población alcanzó su máximo en la década de los 20 del siglo XX para ir perdiéndola progresivamente hasta mitad de la década de los 80, manteniéndose más o menos constante desde esa fecha.
A continuación, se muestra la evolución demográfica desde el año 1887:  
| Gráfica de evolución demográfica de Parres entre 1887 y 2022                             |
|                                                                                          |
| Fuente: Instituto Nacional de Estadística de España - Elaboración gráfica por Wikipedia. |